# 발리스타

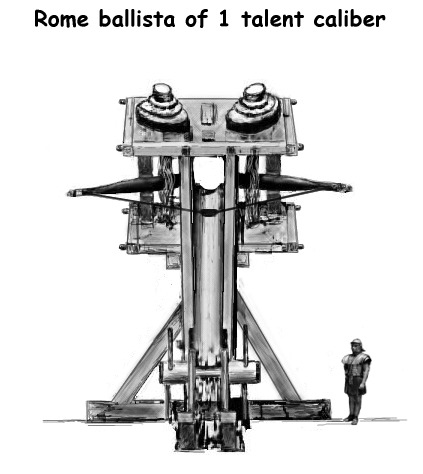

발리스타(라틴어: ballista, ‘던지다’라는 뜻의 그리스어 βάλλω에서 파생된 그리스어 ‘발리스트라’βαλλίστρα가 어원)란 고대 로마 시대의 사출 병기로, 투석기의 일종이다. 멀리 떨어진 목표물에게 커다란 발사체를 쏘아보냈다.
발리스타는 고대 그리스의 무기에서 발전했으며, 비틀림 용수철과 지렛대 두 개를 사용했다. 초기의 발리스타는 거대한 공성전용 병기로, 묵직한 다트나 구형 석환을 쏘아보냈다. 발리스타는 소형화되어 스콜피오, 폴리볼로스 등의 저격무기로 발전한 것으로 보인다.